# رودخانه گاشی
گاشی (آلبانیایی: Lumi i Gashit) رودخانه به طول ۲۷ کیلومتر در تروپویه، شمال آلبانی واقع شده‌است. این رودخانه یک منطقه ذخیره‌گاه طبیعی محدودشده است که مساحت ان ۳٬۰۰۰ هکتار (۷٬۴۰۰ جریب فرنگی) است. این منطقه از طبیعت بخشی از کمربند سبز اروپا را تشکیل می‌دهد و به عنوان میراث جهانی یونسکو در جنگل‌های کهنسال راش اعلام شده‌است.